# Aeropuerto de Koh Samui
El aeropuerto de Koh Samui (en idioma tailandés: ท่าอากาศยานนานาชาติสมุย) es un aeropuerto de Tailandia, ubicado en la isla de Ko Samui, provincia de Surat Thani.
El aeropuerto es propiedad de Bangkok Airways y la mayoría de los vuelos de esta terminal son operados por dicha aerolínea. La compañía internacional Thai Airways comenzó a volar a través de Koh Samui en febrero de 2008.
El aeropuerto de Samui es bastante singular, sin casi áreas cerradas, con excepción de la zona de tiendas comerciales.
En su construcción se intentó integrarlo en el paisaje, por eso se usó madera de las palmeras de coco típicas de la isla y se dejaron los espacios abiertos.

## Aerolíneas y destinos
| Aerolínea               | Destino |
| ----------------------- | --- |
| Bangkok Airways         | Bangkok (Suvarnabhumi), Chiang Mai, Hong Kong, Krabi, Kuala Lumpur, Pattaya (Aeropuerto Internacional U-Tapao), Phuket, Singapur |
| Thai Airways            | Bangkok (Suvarnabhumi) |
| Firefly                 | Kuala Lumpur, Penang |
| Silk Air                | Singapur |
| China Southern Airlines | Guangzhou (sólo en algunas épocas del año)                                                                                       |

## Estadísticas
| Año  | Cantidad de vuelos | Pasajeros (arribo) | Pasajeros (partida) | Total pasajeros |
| ---- | ------------------ | ------------------ | ------------------- | --------------- |
| 2005 | 15.818             | 584.023            | 621.313             | 1.205.336       |
| 2006 | 18.762             | 689.063            | 711.196             | 1.400.259       |
| 2007 | 15.783             | 577.600            | 611.554             | 1.189.154       |
| 2008 | 17.707             | 673.851            | 691.283             | 1.365.439       |
| 2009 | 15.726             | 697.203            | 715.038             | 1.412.241       |
| 2010 | 17.415             | 700.689            | 713.264             | 1.413.953       |
| 2011 | 18.013             | 733.294            | 749.978             | 1.483.272       |
| 2012 | 19.320             | 826.369            | 850.216             | 1.676.585       |

## Accidentes e incidentes

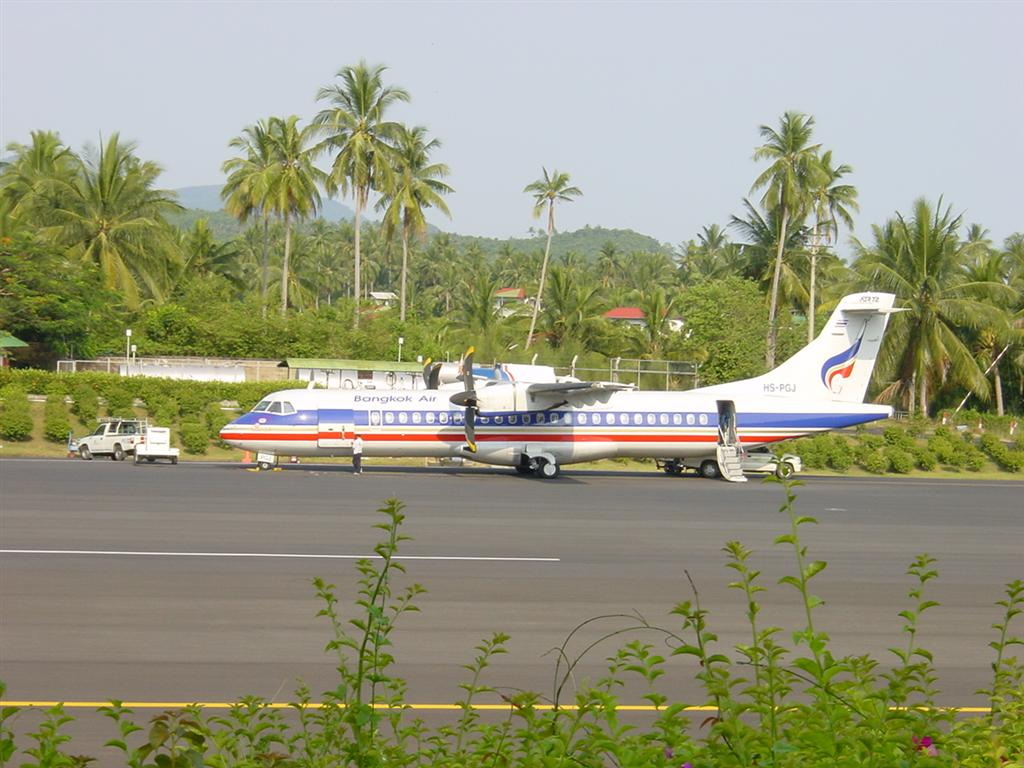
Un ATR-72 en la pista del aeropuerto de Koh Samui

- El 21 de noviembre de 1990, el vuelo 125 de Bangkok Airways se estrelló en Koh Samui mientras intentaba aterrizar durante una fuerte lluvia acompañada de potentes vientos. Las 38 personas a bordo murieron.[12]
- El 4 de agosto de 2009, el vuelo 622 de Bangkok Airways  salió de pista cuando intentaba aterrizar en Koh Samui y se estrelló contra la torre de control. El piloto del ATR 72 murió y 41 de los 71 ocupantes restantes resultaron heridos.[13][14]